# Manuel Navarro Mollor
Manuel Navarro Mollor (Siles, 27 de enero de 1930-Estepona, 6 de diciembre de 2013), fue un músico, docente, director de banda de música y compositor español.Entre su obra destaca el rescate y popularización de 32 villancicos andaluces y la creación del himno de Estepona.

## Biografía
Nació en Siles —en la sierra de Segura de Jaén— en 1930. Hijo de Pedro Navarro, director de la banda municipal de música, y de Marcela Mollor.
Desde muy pequeño empezó los estudios musicales con su propio padre, logrando a los seis años de edad formar parte de la banda municipal de Siles, tocando la caja. Siguió estudiando solfeo, ahora con Angelita López Armas, condiscípula del célebre violonchelista Pablo Casals —en los conciertos de alumnos en el Real Conservatorio de Madrid, eran elegidos, ella como pianista y él como violonchelista—. Al mismo tiempo, estudió con su padre clarinete y saxofón. En 1946, ganó por concurso-oposición la plaza de saxofón alto 1.º de la banda municipal de música de Villanueva de los Infantes, Ciudad Real.
Después, fue clarinete solista y subdirector de la Banda de Herencia, Ciudad Real. Seguidamente pasó a Madrid, en donde formó parte en diversas orquestas como clarinetista y saxofonista a la vez que empezaba los estudios de armonía con el maestro Ricardo Dorado Janeiro. Más tarde seguiría con los estudios de transcripción, instrumentación, contrapunto, fuga y composición. Todos estos fueron convalidados con los exámenes correspondientes en el Conservatorio Superior de Música y Arte Dramático de Málaga. Además, estudió cinco cursos de piano, historia y estética de la música y todas las asignaturas complementarias para la obtención del título profesional de composición.
Cuando tan solo tenía 21 años, el Ayuntamiento de Orcera, Jaén, le encargó formar la banda municipal de la ciudad, en donde empezó a impartir clases de solfeo a niños y que, en tan solo 14 meses de preparación, llegarían a ser los músicos que formaran la plantilla de dicha banda de música, obteniendo un gran éxito en el concierto de presentación de la banda. Luego, en el año 1955, con 25 años, el Ayuntamiento de Cortes de la Frontera, Málaga, lo nombró director de la academia y banda municipal, encomendándole la idéntica misión y, logrando también en poco tiempo, el objetivo de formar una gran banda de música.
En 1957 ingresa en el Cuerpo Nacional de Directores de Bandas de Música Civiles, y tras un concurso para cubrir plazas vacantes, le es asignado el pueblo de Estepona, Málaga, donde llega el día 7 de diciembre de ese mismo año y donde el maestro Manuel Navarro Mollor transmitiría sus dotes como magnífico director y docente hasta el 31 de diciembre de 1992.

### Vida y obra en Estepona
A su llegada a Estepona, Manuel Navarro Mollor se encuentra la banda municipal de música en completa decadencia, con tan solo 13 o 15 músicos. Sin desánimo, abre una escuela municipal de música para crear la cantera de la banda, donde daría clases gratuitas de solfeo y de distintas especialidades instrumentales de la banda, tomando el papel de director y profesor de la misma. En los más de 35 años que estuvo al frente de ella, se volcó en desarrollar planes de formación de estudios musicales donde formó a más de 400 músicos, de los cuales unos 85 formaron parte de la plantilla de la banda municipal.
El instrumental, desechados de bandas militares que fueron adquiridos mediante subasta, fue sustituido por nuevo y moderno gracias al tesón, constancia y trabajo de Manuel Navarro. Además, consiguió grandes logros para la banda como un magnífico local para la formación y los ensayos, además del templete para dar los conciertos.
Dentro de las obras que completaban el repertorio musical de Estepona a la llegada del maestro, se encontraban solo, un puñado de pasodobles y bailables. Al finalizar su vida laboral, Navarro Mollor dejó un inconmensurable archivo musical de más de 3000 obras.
El Ayuntamiento de Estepona designó como Recinto musical 'Manuel Navarro Mollor' al templete donde se celebran los conciertos de la temporada de verano que ofrece la banda municipal de Estepona en la plaza del Reloj. Además, el compositor Navarro Mollor, también cuenta con una magnífica calle en la localidad que desemboca en la parroquia de Nuestra Señora del Carmen.

### Trabajo como compositor
Navarro Mollor, tiene más de 35 composiciones para banda y unos 40 arreglos, destacando el trabajo de recuperación histórica de 32 villancicos tradicionales y populares del folclore andaluz y español, arreglados, armonizados e instrumentados para banda que son interpretados por numerosas formaciones instrumentales y orquestas de viento por toda España y Latinoamérica. Rescató y popularizó arreglos para banda de "Dime niño" , "¡Ay! del Chiquirritín", "Una panderta suena" o "Ya vienen los reyes magos". Su versión es la primera que menciona el estribillo de "Olé, olé, Holanda y olé, Holanda ya se ve" 
Asimismo, tiene también varios boleros para canto y piano y es autor de los himnos de Siles, de Estepona y del Himno de la Policía Local, de esta última ciudad.

### Homenajes
Son muchos los homenajes que ha recibido el maestro Navarro Mollor a lo largo de su carrera, pero podemos destacar los dedicados por sus dos ciudades: el Ayuntamiento de Estepona —su pueblo adoptivo— en la clausura de su última temporada de conciertos del verano de 1992 —ya que por imperativo legal cesaría de toda actividad laboral y de sus funciones, tras su jubilación el 31 de diciembre de ese mismo año—, y el que le dedicara su pueblo natal Siles, el 26 de septiembre de 2008, en donde intervino la Banda de Música de Villanueva del Arzobispo con un concierto donde se interpretaron varias obras propias del compositor homenajeado. Además, en ese mismo acto, se presentaba el Himno de Siles, obra compuesta por el propio Navarro Mollor y que, bajo su batuta, se procedió al estreno absoluto.
Posteriormente, han sido varios los homenajes recibidos. Fue de nuevo en Estepona, el domingo 8 de agosto de 2010, cuando se le dedicó un concierto monográfico de obras suyas —en reconocimiento a su labor compositiva— dentro de los conciertos programados para esa temporada de verano. Fue interpretado por la banda municipal de la ciudad y donde el actual director José Antonio López Camacho invitó al maestro Navarro Mollor, con el que compartió la dirección de media parte del concierto. Todo esto estuvo rodeado de su familia e integrantes de la banda municipal, amigos, presidente y directivos de FEDERBAND, autoridades, paisanos de su pueblo natal de Siles, y se cerró el concierto oyéndose sus dos himnos, el de Siles y el de Estepona, cantado por el tenor local Sebastián Fuentes. En la Cuaresma de 2011, la ciudad de La Línea de la Concepción, Cádiz, quien le dedicara un certamen homenaje con la intervención de varias bandas de música y donde fueron interpretadas varias de sus composiciones dedicadas a la Semana Santa.
El 6 de diciembre de 2011 en el acto institucional del día de la Constitución española, Manuel Navarro Mollor recibió de manos del alcalde presidente Ayuntamiento, el título de hijo adoptivo de la Villa de Estepona, donde intervinieron todas las autoridades locales y no gubernamentales presentes y su banda municipal de música.
Finalmente, Manuel Navarro Mollor falleció en un centro hospitalario de Estepona el 6 de diciembre de 2013, a las 12:30 horas y en ese mismo momento la banda municipal se encontraba interpretando el Himno oficial de Estepona —de su autoría— en el acto institucional del día de la Constitución española, al llegar la triste noticia, se suspendió el concierto y el alcalde reunió al pleno del Ayuntamiento allí presente y fueron declarados dos días de luto oficial.
Curiosamente el maestro llegó destinado a Estepona un día 7 de diciembre de 1957 y un mismo día 56 años después, el pueblo de Estepona lo despidió con todos los honores para siempre.
La banda municipal de Estepona interpretó dos composiciones durante el sepelio —por deseo de últimas voluntades—, la marcha fúnebre Cristo de la Vera-Cuz a la llegada del féretro y el pasodoble Mujer esteponera a la salida de la parroquia de San José, ambas obras de su autoría.

## Obra

### Composiciones de Manuel Navarro Mollor

#### Obras de concierto
- Sierra de Segura. Suite en tres tiempos para banda (2013).

1. Amanecer en río Madera
2. Asedio al Castillo de Segura
3. Las fiestas del pueblo

- Fina. Vals fantasía
- Mazurca romántica para banda. Mazurca de concierto

#### Pasodobles
- Azabache y oro. Pasodoble flamenco con "media granaina" adornada a dúo de saxofones.
- Mujer esteponera. Pasodoble flamenco de concierto con fandanguillo.
- Estepona Costal del Sol. Pasodoble - Marcha.
- Playas de Estepona. Pasodoble de concierto con solo de clarinete.
- Sierra Bermeja. Pasodoble de concierto.
- Cortes de la frontera. Pasodoble de concierto con solo de clarinete.
- La Puerta de Segura. Pasodoble flamenco de concierto con fandanguillo para saxofón y trompeta.
- Orcera, Sierra de Segura. Pasodoble de concierto.
- ¡Música, maestro!. Pasodoble taurino.
- Siles, Sierra de Segura. Pasodoble de concierto.
- Antonio Rosales. Pasodoble taurino (2010).
- Benalmádena. Pasodoble andaluz (2012).
- José Tomás. Pasodoble taurino (2013).

#### Pasacalles y dianas
- Torres de Albanchez (Suena la banda). Pasacalles.
- Segura de la Sierra (Alegre despertar). Pasacalles.
- Amanecer en Génave. Diana.
- Música y cohetes. Diana.
- Siles en fiestas. Pasacalles (2009).

#### Música sacra
- El cristo de la Vera-Cruz. Marcha fúnebre para banda.
- Santísima Virgen de los Dolores. Gran marcha de procesión.
- María Santísima de la Salud. Marcha de procesión.
- Soledad. Marcha fúnebre.
- ¡Viva la Virgen del Carmen! Marcha de procesión con fragmentos de la Salve marinera.
- Amor y Esperanza. Marcha de procesión.
- Virgen Malagueña. Marcha de procesión con aires flamencos de la provincia: Malagueñas y Verdiales (2009).
- Señora de Génave. Marcha de procesión dedicada a la Virgen del Campo, patrona de Génave.
- Estrella Franciscana. Marcha de procesión (2011).

#### Otras
- Himno de Estepona. (Himno oficial de la ciudad).
- Himno a la Policía Local. (Solo musical).
- Himno a Siles. (2008)
- Caballo ligero. Corrido mexicano.
- Los tres Reyes Magos. Villancico - Pasacalles de Navidad.

### Arreglos para Banda
- Ave María Op. 52 n.º 6 de Franz Schubert (1998).
- Sonata n.º 14 Claro de luna de Ludwig van Beethoven.
- Y viva España. Pasodoble.
- La morena de mi copla. Pasodoble.
- Casares cuna de la madre mía. Pasodoble.
- Floreando. Diana.
- Pipi calzaslargas.
- Amedio. Extracción de la famosa película Marco.
- Pasacalle cortesano. Pasacalle.
- Pasan los campanilleros. Marcha de procesión —versión completa para banda extraída de la partitura original de piano a cuatro manos de Manuel López Farfán—.
- Rin, rin. Villancico popular andaluz.
- Una pandereta suena. Villancico popular andaluz.
- Arre borriquito. Villancico popular andaluz (2000).
- ¡Ay! del Chiquirritín. Villancico popular andaluz.
- Ande, ande, ande, la Marimorena. Villancico popular andaluz.
- Campana sobre campana. Villancico popular andaluz.
- Los campanilleros. Villancico popular andaluz.
- Dime niño. Villancico popular andaluz.
- Gatatumba. Villancico popular andaluz.
- Esta noche nace el niño. Villancico popular andaluz.
- El patriarca señor San José. Villancico popular andaluz.
- ¡Ay! Que en esta tierra ya no hay caridad. Villancico popular andaluz.
- Ya viene la vieja. Villancico popular andaluz.
- Pero mira como beben. Villancico popular extremeño.
- La Virgen y San José. Villancico popular extremeño.
- La Virgen fue lavandera. Villancico popular extremeño.
- La noragüena. Villancico popular extremeño.
- Brincan y bailan los peces en el río. Villancico popular castellano.
- Las barbas de San José. Villancico popular castellano.
- A esta puerta llama un niño. Villancico popular gallego.
- El buen rabadán. Villancico popular catalán.
- Jingle Bells. Villancico tradicional inglés.
- Noche de paz. Villancico popular austríaco.
- El abeto. Villancico popular alemán.
- Adeste fideles. Villancico litúrgico.
- Canta, ríe y bebe. Villancico popular.
- Ya vienen los Reyes Magos. Villancico popular.
- Zúmbale al pandero. Villancico popular.
- Alegría, alegría, alegría. Villancico popular.
- Tan tan de los Reyes. Villancico popular.
- El pequeño tamborilero. Villancico popular.